# Enrique I de Reuss-Schleiz (1695-1744)
Enrique I de Reuss-Schleiz (en alemán: Heinrich I Reuß zu Schleiz; 10 de marzo de 1695, Löhma cerca de Schleiz - 6 de diciembre de 1744, ibídem) fue un noble alemán, conde de Reuss-Schleiz desde 1726 hasta 1744, un señorío ubicado en el actual estado alemán de Turingia.

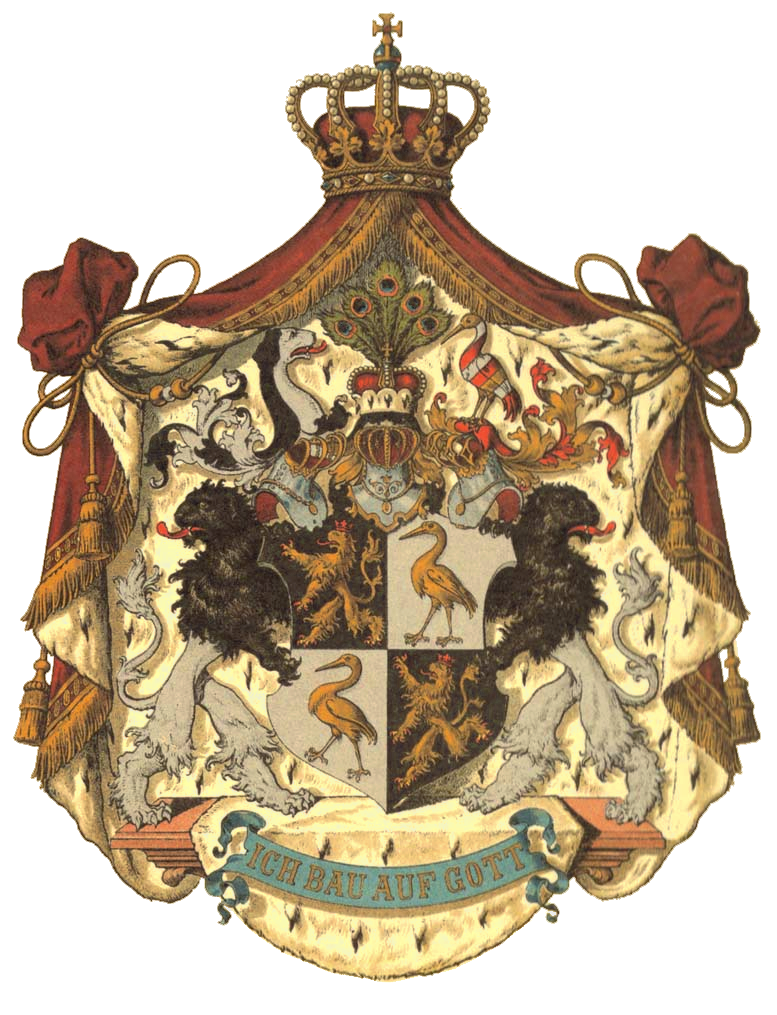
Escudo de armas de los condes de Reuss-Schleiz

## Vida
Fue el único hijo del conde Enrique XI de Reuss-Schleiz (1669-1726), señor de Dittersdorf, Paren y Kirschau, y de su primera esposa, la condesa Johanna Dorothea von Tattenbach-Geilsdorf (1673-1714), hija del conde Segismundo Ricardo de Tattenbach-Geilsdorf (1621-1693) y de Frau Eleonora Susanna Prösing von Stein (1631-1692). Era medio hermano del conde Enrique XII (1716-1784), quien le sucedió como conde desde 1744.
Su nombre es confundido normalmente con el de su abuelo, el también llamado Enrique I. Esto se debe a la regla de numeración de la línea menor de Reuss, de la cual Reuss-Schleiz formaba parte. En esta los numerales comenzaban en 1 y continuaba hasta terminar el siglo, en donde el sistema se reiniciaba. El sistema se oficializó en 1688.
Enrique I murió por causas desconocidas el 6 de diciembre de 1744 en Löhma, cerca de Schleiz, a la edad de 49 años y fue enterrado en Schleiz.

## Matrimonio
Enrique I se casó el 7 de marzo de 1721 en Gaildorf, Stuttgart, con la condesa Juliana Dorotea Luisa de Löwenstein-Wertheim-Wirneburg (8 de julio de 1694, Wertheim - 15 de febrero de 1734, Schleiz), hija del conde Eucharius Casimiro de Löwenstein-Wertheim-Wirneburg (1668-1698) y de la condesa Juliana Dorotea Luisa de Limburg-Gailsdorf (1677-1734). Tienen los siguientes hijos:
- Enrique XXII de Reuss-Schleiz (11 de junio de 1722, Schleiz - 10 de febrero de 1723, Schleiz)
- Emilia Dorotea Enriqueta de Reuss-Schleiz (20 de agosto de 1723, Schleiz - 20 de junio de 1724, Schleiz)
- Luisa de Reuss-Schleiz (3 de julio de 1726, Staffelstein - 28 de mayo de 1773, Rhode), se casó por primera vez el 27 de mayo de 1743 en Schleiz para el príncipe Cristián Guillermo de Sajonia-Gotha-Altemburgo (28 de mayo de 1706, Gotha - 19 de julio de 1748, Roda), se casó por segunda vez el 6 de enero de 1752 en Roda con su cuñado, el mariscal de campo imperial Príncipe Juan Augusto de Sajonia-Gotha-Altemburgo (17 de febrero de 1704, Gotha - 8 de mayo de 1767, Roda)

Su único hijo al vivir solamente un año dejó a Enrique I sin sucesor más que su hermano Enrique XII.

## Sucesión
| Predecesor: Enrique XI de Reuss-Schleiz | Conde de Reuss-Schleiz 1726-1744 | Sucesor: Enrique XII de Reuss-Schleiz |

- Datos: Q20107991